# 坦塔區
12°07′17″S 76°00′44″W / 12.12139°S 76.01222°W
坦塔區（西班牙語：Distrito de Tanta），是秘魯的一個區，位於該國中南部利馬大區的堯約斯省，始建於1956年2月2日，面積347.2平方公里，海拔高度4,278米，2005年人口530，人口密度每平方公里1.5人。